# Пермь-35
Пермь-35 — одна из трех исправительно-трудовых колоний строгого режима для политических заключенных в Чусовском районе Пермской области. Официальное наименование с 1972 года — ИТК ВС-389/35.

## История
В 1943 году в составе ИТЛ Понышстрой было создано 10-е лагерное отделение, которое состояло из трёх лагерных пунктов.
В 1960-е годы третий лагерный пункт был переформирован в Скальнинскую воспитательно-трудовую колонию для девочек-подростков.
В 1972 году подростки вывезены из колонии, в лагерь доставлены политзаключённые из мордовских лагерей. С 1 июля 1972 года на базе Скальнинской воспитательно-трудовой колонии было организовано учреждение УТ-389/35. Позднее третий лагерный пункт стал именоваться ИТК ВС-389/35, или политлагерем (колонией строгого режима) «Пермь-35». На небольшом расстоянии друг от друга, в акватории реки Чусовой, располагалось три колонии: ВС-389/35, ВС-389/36, ВС-389/37 («пермский треугольник», официально — Скальнинский отдел УИТУ УВД Пермского облисполкома).
Специализация производства в лагере — изготовление режущего инструмента для Свердловского инструментального завода. Заключённые жили в деревянных бараках. Преступления, за которые заключенные отбывали наказание: измена Родине; сотрудничество с оккупантами, антисоветская пропаганда и антисоветская деятельность.
После ликвидации колонии «Пермь-36» летом 1988 года, «Пермь-35» стала широко известна в мире как последний действующий советский лагерь для «особо опасных государственных преступников». В годы «перестройки» учреждение посетило большое количество зарубежных журналистов, стремившихся побывать в нём до того, как он будет расформирован. Лагерь был переведён в разряд общеуголовных лагерей, однако в нём выгородили небольшую территорию, где несколько последних «до-сидчиков» оставались до февраля 1992 года — все они были осуждены по статье «измена родине». По другим сведениям, последние политические заключённые покинули лагерь в 1991 году.
Современный почтовый адрес учреждения: 618801, Пермский край, Чусовской район (городской округ), ст. Половинка.

## Музей
Весной 1992 года начальник Пермского областного УВД генерал-майор В. И. Фёдоров, обратился в общество «Мемориал» с предложением создать при колонии музей — тогда у него появилась бы возможность пускать в учреждение иностранных журналистов. К тому же в 1992 году пермский «Мемориал» решил провести конференцию с участием бывших заключённых и историков, приуроченную к двадцатилетию прибытия первых политзаключённых в Пермскую область. Конференция была проведена в колонии ВС 389/35 (ИТК-35), в её ходе бывший политзаключённый скульптор Рудольф Веденеев отлил мемориальную доску и создал в двух комнатах ИТК-35 небольшую музейную экспозицию.
В соответствии с приказом по учреждению № 21 от 20 февраля 1998 года было разработано Положение об организации в ИК-35 музея. Ответственным за эту работу был назначен Владимир Кургузов, прежде возглавлявший здесь службу контролёров. Общественный музей ФГУ ИК-35 первоначально находился в бывшем здании детского сада, а с 2008 года располагался в нескольких комнатах жилого дома. В отличие от мемориального комплекса «Пермь-36», в музее ИК-35 жизнь исправительного заведения была показана с точки зрения работников охраны (после смерти основателя музей не функционирует).

## Некоторые известные заключённые
Анатолий Альтман, Арнольд Анучкин-Тимофеев, Владимир Буковский, Семён Глузман, Вячеслав Долинин, Иван Ковалев, Михаил Казачков, Йонас Матузевичус, Иосиф Мешенер, Борис Миркин, Марк Морозов, Игорь Огурцов, Ярослав Перчишин, Альфонсас Сваринскас, Валерий Сендеров, Феликс Серебров, Алексей Смирнов, Габриэль Суперфин, Яков Сусленский, Аркадий Цурков, Вахтанг Читава, Богдан Черномаз, Юрий Шиханович, Натан Щаранский.